# 希罗·盖拉
希罗·盖拉 (Ciro Guerra，1981年2月6日-) 是一名哥伦比亚电影导演和编剧。他执导的《The Wind Journeys》入选2009年戛纳电影节一种关注单元。2015年执导的《蛇之拥抱》赢得2015年戛纳电影节导演双周单元的艺术院线奖，并获第88届奥斯卡金像奖最佳外语片提名。

## 电影作品
- La sombra del caminante (2004)
- The Wind Journeys (2009)
- Embrace of the Serpent/蛇之拥抱 (2015)